# اهلنتس
اهلنتس (به آلمانی: Ehlenz) یک شهر در آلمان است که در بیتبورگ-پروم واقع شده‌است.